# Antheraea subvelata
Antheraea subvelata är en fjärilsart som beskrevs av Eugène Louis Bouvier 1930. Antheraea subvelata ingår i släktet Antheraea och familjen påfågelsspinnare. Inga underarter finns listade i Catalogue of Life.